# Мезоекономіка
Мезоекономіка — розділ економічної науки, що вивчає окремі галузі й підсистеми національної економіки (агропромисловий комплекс, військово-промисловий комплекс, торговельно-промисловий комплекс, територіально-економічні комплекси, вільні економічні зони та ін.).

## Мезоекономічна система
Поняття «мезо» відноситься до системи, яка перебуває як проміжна ланка між мікро- та макросистемами. Мезосистеми є відкритими системами, а отже – здатними до самоорганізації (утворення нових структур, нових шляхів еволюції, біфуркацій). Процеси обміну інформацією (ресурсами) із зовнішнім щодо мезосистеми середовищем проходить не тільки через межу мезосистеми, але й через кожну точку даної системи (наприклад інфраструктура території). Ефект утворення структур у мезосистемі пов'язаний з ефектом локалізації унаслідок існування нерівноваги, відкритості та потоків через неї (зокрема нелінійних, що утворюють нестаціонарні (еволюціонуючі) структури). Нелінійність мезосистем (нелінійною є реакція мезосистеми на впливи ззовні) та їх оточуючого середовища спричиняє: посилення флуктуації, зміну пороговості чутливості системи, дискретність шляхів її еволюції. 
Мезосистемам притаманні такі характеристики:
- багатомірність;
- різноманітність структури системи (мережі, дерева, ієрархічні структури тощо);
- багатозв’язність елементів системи (горизонтальні та вертикальні зв’язки підсистем);
- різноманітність природи структурних елементів;
- багаторазовість зміни складу та стану системи;
- багатокритеріальність системи (відмінності локальних критеріїв для підсистем і глобального критерію для системи в цілому, їх суперечність, зокрема для транскордонних мезосистем);
- багатоплановість у науковому сенсі.

Властивості системи різняться в залежності від області її існування.
Відповідно до системного підходу та логіки функціонування систем різного рівня, макросистему можна визначити у такий спосіб (рис.1):

Внутрішня будова макросистеми різної природи

Наприклад, аналізуючи організм людини як макросистему, виділяємо мікросистеми організму – клітини. У свою чергу, клітини формують органи. Останні, в обраному нами масштабі, виступають мезосистемами, чи способами, в які забезпечується досягнення життєздатність організму.
При аналізі загалом організацій як макросистем, мікросистемами будуть організми (особи), які формують групи (мезосистеми), для вирішення тої чи іншої задачі у рамках ефективного досягнення макромети.
При досліджені глобальної економічної системи, її мезосистемами будуть національні економіки чи їх об’єднання.
При розгляді економічної системи країни як макросистему, її мікросистемами традиційно будуть суб’єкти господарювання (підприємства, організації, домашні господарства), а мезосистемою, чи способом їх організації – галузева чи територіальна структура економіки.
Аналогічно — мікрорівень економіки (підприємства). Аналізуючи підприємство як макросистему можна виділити його мікрорівень — працівників, устаткування тощо, поєднання яких утворює мезосистему — цехи та відділи, які є способом досягнення максимальної ефективності функціонування підприємства.
Таким чином, категорію «мезоекономічна система» можна визначити як комплекс способів досягнення кінцевої мети функціонування макроекономічної (у досліджуваному масштабі) системи. У нашому випадку (об’єкт дослідження – макроекономічна система) під способами досягнення кінцевої цілі маємо на увазі територіальну та галузеву структуру економічної системи. (с)
Мезоекономічна система у політекономічному розрізі – це система економічних відносин у взаємодії з розвитком продуктивних сил та базисними елементами господарського механізму, що виступають способом реалізації економічного потенціалу та можливостей економічної системи для досягнення її цілей. (с)